# Troy Chang
Troy Samuel Chang (chinesisch 特洛伊 塞缪尔 张; * 22. Dezember 2005) ist ein US-amerikanisch-taiwanischer Skirennläufer.

## Karriere
Chang gab sein internationales Renndebüt am 19. Dezember 2022 bei einem FIS-Slalom am Mammoth Mountain. Bis zur Saison 2023/24 startete er für den US-amerikanischen Skiverband, wechselte jedoch im Hinblick auf die Olympischen Winterspielen 2026 zum taiwanischen Skiverband. Um seine Skikarriere weiter finanzieren zu können, startete er eine GoFundMe-Kampagne.
2025 bestritt er bei den Weltmeisterschaften 2025 sein erstes internationales Großereignis. Im Slalom erreichte er dabei den 43. Platz.

## Erfolge

### Weltmeisterschaften
- Saalbach 2025: 43. Slalom

### Weitere Erfolge
- 4 Platzierungen unter den besten 30 bei FIS-Rennen